# Lasioglossum abietum
Lasioglossum abietum là một loài Hymenoptera trong họ Halictidae. Loài này được Michener mô tả khoa học năm 1936.